# Piniphantes pinicola
Piniphantes pinicola là một loài nhện trong họ Linyphiidae.
Loài này thuộc chi Piniphantes. Piniphantes pinicola được Eugène Simon miêu tả năm 1884.